# NGC 1052
NGC 1052 é uma galáxia elíptica (E4) localizada na direcção da constelação de Cetus. Possui uma declinação de -08° 15' 17" e uma ascensão recta de 2 horas, 41 minutos e 04,6 segundos.
A galáxia NGC 1052 foi descoberta em 10 de Janeiro de 1785 por William Herschel.